# Turniej kobiet w hokeju na trawie na Letnich Igrzyskach Olimpijskich 2012
Rywalizacja w hokeju na trawie kobiet na XXX Letnich Igrzyskach Olimpijskich w Londynie rozgrywana była od 30 lipca do 10 sierpnia. Turniej rozgrywano w Riverbank Arena na terenie Parku Olimpijskiego w Londynie

## Uczestnicy
1. Argentyna
2. Australia
3. Belgia
4. Chińska Republika Ludowa
5. Holandia
6. Korea Południowa
7. Niemcy
8. Nowa Zelandia
9. Południowa Afryka
10. Stany Zjednoczone
11. Wielka Brytania
12. Japonia

## Sędziowie
- Claire Adenot
- Julie Ashton-Lucy
- Stella Bartlema
- Frances Block
- Carolina de la Fuente
- Jelena Eskina
- Amy Hassick
- Kelly Hudson
- Soledad Iparraguirre
- Michelle Joubert
- Kang Hyun-Young
- Carol Metchette
- Miao Lin
- Irene Presenqui
- Lisa Roach
- Chieko Sōma
- Wendy Stewart

## Faza pucharowa

### Mecz o 11 miejsce
| 10 sierpnia 20128:30 WET | Belgia                                     | 2:1 | Stany Zjednoczone                               |  |
| 10 sierpnia 20128:30 WET | Alix Gerniers 19' Gaelle Valcke 50' (kar.) | 2:1 | 5' Paige Selensky                               |  |
| 10 sierpnia 20128:30 WET | Emilie Sinia 61'                           | 2:1 | 59' Lauren Crandall · 68' Kayla Bashore-Smedley |  |

### Mecz o 9 miejsce
| 8 sierpnia 20128:30 WET | Japonia                                                                                        | 2:1 (pd.) | Południowa Afryka                                             |  |
| 8 sierpnia 20128:30 WET | Ai Murakami 62' (kar.), 79' (kar.)                                                             | 2:1 (pd.) | 26' (kar.) Lisa Marie Deetlefs                                |  |
| 8 sierpnia 20128:30 WET | Sachimi Iwao 12' · Akane Shibata 27' · Nagisa Hayashi 33' · Sachimi Iwao 50' · Kaori Fujio 71' | 2:1 (pd.) | 55' Lesle-Ann George · 63' Kate Woods · 66' Bernadette Coston |  |

### Mecz o 7 miejsce
| 8 sierpnia 201211:30 WET | Korea Południowa        | 1:4 | Niemcy                                                    |  |
| 8 sierpnia 201211:30 WET | Cheon Seul-Ki 7' (kar.) | 1:4 | 5', 15' Lisa Hahn 54' (kar.) Fanny Rinne 69' Marie Mavers |  |
| 8 sierpnia 201211:30 WET | Cheon Seul-Ki 47'       | 1:4 | 55' Celine Wilde                                          |  |

### Mecz o 5 miejsce
| 10 sierpnia 201211:30 WET | Chiny                                  | 0:2 | Australia             |  |
| 10 sierpnia 201211:30 WET | 40' (kar.) Jodie Schulz 59' Jade Close | 0:2 |                       |  |
| 10 sierpnia 201211:30 WET | Ma Wei 24'                             | 0:2 | 52' Georgia Nanscawen |  |

### Półfinały
| 8 sierpnia 201215:30 WET | Holandia                              | 2:2 (pd.)   | Nowa Zelandia                                  |  |
| 8 sierpnia 201215:30 WET | Maartje Paumen 31' (kar.), 52' (kar.) | 2:2 (pd.)   | 6' (kar.) Kayla Sharland 48' Krystal Forgesson |  |
| 8 sierpnia 201215:30 WET | Margot van Geffen 27'                 | 2:2 (pd.)   | 78' Gemma Flynn                                |  |
| 8 sierpnia 201215:30 WET | Naomi As Eva de Goede Ellen Hoog      | Rzuty karne | Stacey Michelsen                               |  |

| 8 sierpnia 201220:00 WET | Argentyna                                     | 2:1 | Wielka Brytania |  |
| 8 sierpnia 201220:00 WET | Noel Barrionuevo 5' (kar.) Carla Rebecchi 30' | 2:1 | 64' Alex Danson |  |
| 8 sierpnia 201220:00 WET | 52' Josefina Sruoga · 59' Luciana Aymar       | 2:1 |                 |  |

### Mecz o 3 miejsce
| 10 sierpnia 201215:30 WET | Nowa Zelandia               | 1:3 | Wielka Brytania                                                         |  |
| 10 sierpnia 201215:30 WET | Stacey Michelsen 67' (kar.) | 1:3 | 44' (kar.) Alex Danson 58' (kar.) Crista Cullen 62' (kar.) Sarah Thomas |  |

### Finał
| 10 sierpnia 201220:00 WET | Holandia                                                           | 2:0 | Argentyna          |  |
| 10 sierpnia 201220:00 WET | Carrien Dirkse van der Heuvel 44' (kar.) Maartje Paumen 53' (kar.) | 2:0 |                    |  |
| 10 sierpnia 201220:00 WET | Maartje Goderie 29'                                                | 2:0 | 58' Silvina d'Elia |  |

## Medaliści
| Medal  | Reprezentacja   |
| ------ | --------------- |
| złoto  | Holandia        |
| srebro | Argentyna       |
| brąz   | Wielka Brytania |